# Coenotephria rastremata
Coenotephria rastremata là một loài bướm đêm trong họ Geometridae.